# Джефф Гарді
Джефф Гарді (англ. Jeff Hardy), справжнє ім'я Джеффрі Неро Гарді (англ. Jeffrey Nero Hardy, нар. 31 серпня 1977) — американський реслер, в цей час виступає в WWE RAW Популярність та визнання здобув у командному дивізіоні разом зі своїм братом Меттом Гарді.

## Біографія
Гарді — син Гільберта і Рубі Мур Гарді і молодший брат Метта. Народився 31 серпня 1977 року в місті Камерон, Північна Кароліна. Його мати померла від раку мозку у 1986 році, коли Джефф було 9 років. Батько займався вирощуванням тютюну. Гарді відвідував середню школу Юніон Пайнс в Камероне. У дитинстві Джефф почав захоплюватися мотокросом і в 13 років отримав свій перший мотоцикл Yamaha YZ-80. Першу гонку він провів коли був у дев'ятому класі. Гарді також грав у бейсбол, але був змушений кинути його через перелом руки, отриманого в аварії під час своєї другої мотогонки. У середній школі Гарді займався аматорської боротьбою і грав в американський футбол за шкільну команду «Юніон Пайнс Вікингс», але змушений був кинути через захоплення професійним реслінгом

## Кар'єра у професійному реслінгу

### Початок кар'єри (1993—1998)
У 1987 році батько побив братів на батуті, який вони встановили на задньому дворі будинку і переробили в реслерский ринг. На ньому брати імітували прийоми, побачені по телевізору. У 1990 році Метт і Джефф зустріли Кеннета Моргана, який влаштовував реслерські поєдинки на ярмарках. Брати взяли участь у кількох його шоу, проведених в їх рідному штаті. У 1992 році брати Гарді познайомилися з реслером Італіан Стелліоном, який найняв братів для участі в поєдинках в Professional Wrestling Federation в Північній Кароліні. У 1993 році він запросив Метта і Джеффа взяти участь в поєдинку WWF. За правилами в WWF допускаються реслери, які досягли 18 років, і Джефу довелося обдурити працівника WWF, сказавши що йому 18. У своїх перших поєдинках він виконував роботу джобера, реслера, який програє своїм супротивникам, щоб ті виглядали сильнішими. Перший матч Гарді в WWF відбувся 24 травня 1994 року проти Бритви Рамона (англ. Razor Ramon). Наступного дня Джефф бився проти 1-2-3 Кида. Гарді, разом зі своїм братом Меттом і друзями, заснував власну федерацію Trampoline Wrestling Federation (TWF) в якій пародіювали прийоми, побачені по телевізору. Згодом, TWF змінив кілька назв, поки остаточно не об'єдналося з ярмарком в Північній Кароліні. Брати Гарді почали працювати в різних незалежних промоушенах і виступали по всьому східному узбережжю США.
До вступу в WWF, Метт разом з Томасом Сімпсоном заснували власну федерацію Organization of Modern Extreme Grappling Arts (OMEGA), яка виявилася більш успішною, ніж TWF. Виступаючи в OMEGA, брати відігравали різні гиммики, але після підписання контракту з WWF в 1998 році OMEGA почала згасати.

### World Wrestling Federation/Entertainment

#### Team Xtreme (1998—2002)
Після переходу в WWF, брати Гарді стали працювати разом з Майклом Гейсом і їх команда протистояла угруповання «The Brood». Під його керівництвом 29 червня 1999 року вони виграли свої перші титули в командному розряді WWF в матчі проти «Acolytes». Через місяць вони програли свої пояси в матчі-реванші на шоу Fully Loaded. Після розпаду «The Brood» брати об'єдналися з Гангрелом і сформували рух «New Brood». Вони почали ворожнечу (англ. feud) з Крістіаном та Еджем, який закінчився 17 жовтня 1999 року на ппв (англ.) шоу No mercy у першому в історії WWF командному матчі з драбинами (англ.), який виграли брати Гарді.

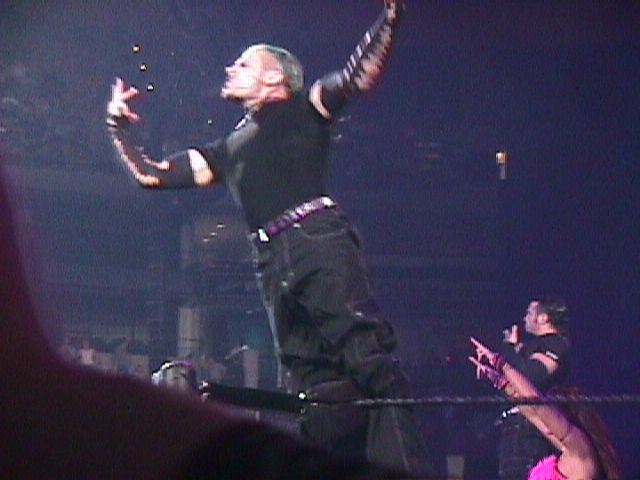
Джефф та Метт Гарді та Літа на PPV King of the Ring (2000)

У 2000 році у Hardy Boyz з'явився новий менеджер — їх спільний друг Літа. Разом вони стали відомі як «Team Xtreme». Протягом 2000 року брати Гарді двічі перемагали Еджа і Крістіана у поєдинках за титули командних чемпіонів WWF. На ппв SummerSlam Hardy Boyz брали участь у першому в історії TLC поєдинку (англ. Tables, Ladders, and Chairs match) за титул командних чемпіонів проти Дадлі бойз і Еджа з Крістіаном, проте зазнали поразки.
Гарді отримав популярність завдяки ризикованим прийомів у поєдинках TLC у 2000, 2001 і 2002 роках. У 2001 році Джефф став більше виступати в одиночних змаганнях і завоював титули інтерконтинентального (перемігши Triple H), напівважкої (перемігши Джеррі Лінна) і хардкорного чемпіона (перемігши Майка Осома і Роба Ван Дама). Наприкінці 2001 року брати Гарді почали сюжетну лінію, яка передбачала бої між собою. Це призвело до того, що Метт зажадав поєдинок на шоу Vengeance зі спеціально запрошеним рефері Литий. Після перемоги над Меттом, Джефф з Литою почали ворожнечу проти нього. 17 грудня 2001 року Гарді зустрівся з Трунарем в матчі за титул хардкорного чемпіона, який виграв останній. Після матчу Трунар атакував Гарді і Литу, завдавши їм травми. Під час наступного епізоду SmackDown!, Трунар атакував Метта. Брати Гарді і Літа не виступали до Королівської битви, так як у WWE не було сюжетної лінії для них. Пізніше брати повернулися як команда, а про їх поділі більше не згадувалося.
На початку 2002 року Hardy Boyz почали ворогувати з Броком Леснаром, після того як Леснар провів прийом F-5 Метту, кинувши його на залізну рампу. На Backlash Гарді зустрівся з Леснаром в його першому телевізійному поєдинку. Брок домінував весь матч і виграв нокаутом. Ворожнеча Леснара і Гарді тривала ще кілька тижнів і братів Гарді вдалося перемогти його лише раз в результаті дискваліфікації. У липні 2002 року Гарді виграв свій третій титул хардкорного чемпіона, перемігши Бредшоу

#### Сольні виступи та звільнення (2002—2003)
Після декількох років в командному дивізіоні, Джефф почав сольний фьюд з Андертейкером який закінчився поєдинком з драбинами за титул незаперечного чемпіона в якому переміг Трунар. Не дивлячись на поразку, Андертейкер оцінив старання Гарді, і потиснув йому руку. Після цього Гарді кілька разів боровся за різні одиничні титули і переміг Вільяма Рігала в поєдинку за титул європейського чемпіона WWE. Через кілька тижнів після виграшу титулу, він програв Робу Ван Даму в поєдинку за об'єднання титулів європейського чемпіона та інтерконтинентального чемпіона. Команда Гарді остаточно розпалась після переходу Джеффа в бренд Raw, а Метта на SmackDown !. 22 квітня 2003 Джефф був звільнений з WWE. Причиною звільнення послужило ексцентрична поведінку, вживання наркотиків, відмова від реабілітації, зниження рівня виступів.

### Total Nonstop Action Wrestling (2004—2006)
Дебют Гарді в Total Nonstop Action Wrestling (TNA) відбувся 23 червня 2004 року під час Second Anniversary Show. У дебютному поєдинку Джефф зустрівся з чемпіоном Ікс-дивізіону TNA Ей Джей Стайлзом у поєдинку за чемпіонський титул. Гарді вийшов на ринг під нову музику «Modest», яку сам і виконує, а також під новим ім'ям «The Charismatic Enigma». Поєдинок закінчився подвійною дискваліфікацією після втручання Кида Кеша і Далласа. Гарді повернувся в TNA 21 липня, коли йому був даний шанс поборотися за титул чемпіона світу у важкій вазі NWA. 8 вересня Гарді знову брав участь в титульному поєдинку проти чемпіона світу у важкій вазі TNA Джеффа Джаретта. У жовтні 2004 року Джефф переміг у турнірі, завоювавши право на титульний поєдинок 7 листопада під час першого щомісячного PPV шоу Victory Road. На шоу він знову програв Джаретту в поєдинку з драбиною після втручання Кевіна Неша і Скотта Голла. Через місяць на шоу Turning Point Гарді, Стайлс і Ренді Севідж перемогли Джарретта, Голлу і Неша в командному двобої. 16 січня 2005 року Гарді переміг Голлу на шоу Final Resolution.
У лютому 2005 року на шоу Against All Odds Гарді програв Абиссу в поєдинку «Full Metal Mayhem» за право на чемпіонський поєдинок. У березні на Destination X він переміг Абисса в поєдинку «Falls Count Anywhere». Після шоу в Гарді почалася ворожнеча з Рейвеном, який закінчився перемогою Джеффа на шоу Lockdown у квітні в поєдинку в сталевій клітці. Через те, що Джефф не з'явився на матч-реванш під час шоу Hard Justice проти Рейвена 15 травня, нібито через проблеми з транспортом, він був відсторонений від змагань в TNA. Відсторонення Гарді від поєдинків закінчився 5 серпня і він повернувся на ринг під час шоу Sacrifice. Перший матч після відсторонення він провів 11 вересня на шоу Unbreakable, програвши поєдинок Боббі Руду через втручання Джарретта. У жовтні Гарді виявився втягнутим у ворожнечу з Абисом, Ріно (англ.) і Сабу (англ.), який завершився 23 жовтня на шоу Bound for Glory в чотиристоронньому поєдинку «monster's Ball», переможцем у якому став Ріно. У ході поєдинку, Гарді провів прийом «Swanton Bomb» на Абисе з висоти понад 5 метрів. Цим же ввечері Гарді брав участь в королівській битві 10 реслерів, який виграв Ріно і став претендентом номер один на поєдинок за титул чемпіона світу у важкій вазі NWA. У листопаді на шоу Genesis Джефф програв Монті Брауну в поєдинку перших претендентів.
Було оголошено, що Гарді з'явиться на попередньому шоу перед Turning Point в грудні 2005 року, однак він знову не з'явився, посилаючись на проблеми з транспортом. Джефф був відсторонений від участі в TNA. У березні, квітні та травні 2006 року він кілька разів з'являвся в програмах TNA.

### Повернення в WWE

#### The Hardys та Інтерконтинентальне чемпіонство WWE (2006—2008)
4 серпня 2006 року керівництво WWE оголосило, що Гарді підписав контракт з компанією. У першому ж матчі після повернення він переміг чемпіона WWE Еджа в результаті дискваліфікації. Після декількох невдалих спроб, 2 жовтня 2006 року Джеффу вдалося завоювати свій другий титул інтерконтинентального чемпіона, перемігши Джонні Нітро, однак 6 листопада знову програв титул Нітро. Через тиждень, 13 листопада, Гарді завоював титул інтерконтинентального чемпіона втретє.
21 листопада на арені ECW Гарді, вперше за останні п'ять років, об'єднався зі своїм братом Меттом у поєдинку проти команди «Full Blooded Italians». На ппв шоу Survivor Series 2006 брати, як частина команди D-Generation X, перемогли команду Rated-RKO. Після цієї перемоги брати отримали право на поєдинок за титул командних чемпіонів на наступному Armageddon 2006. Під час Armageddon відбувся командний поєдинок з драбинами чотирьох команд за титул командних чемпіонів WWE, який виграла команда Лондон/Кендрік.

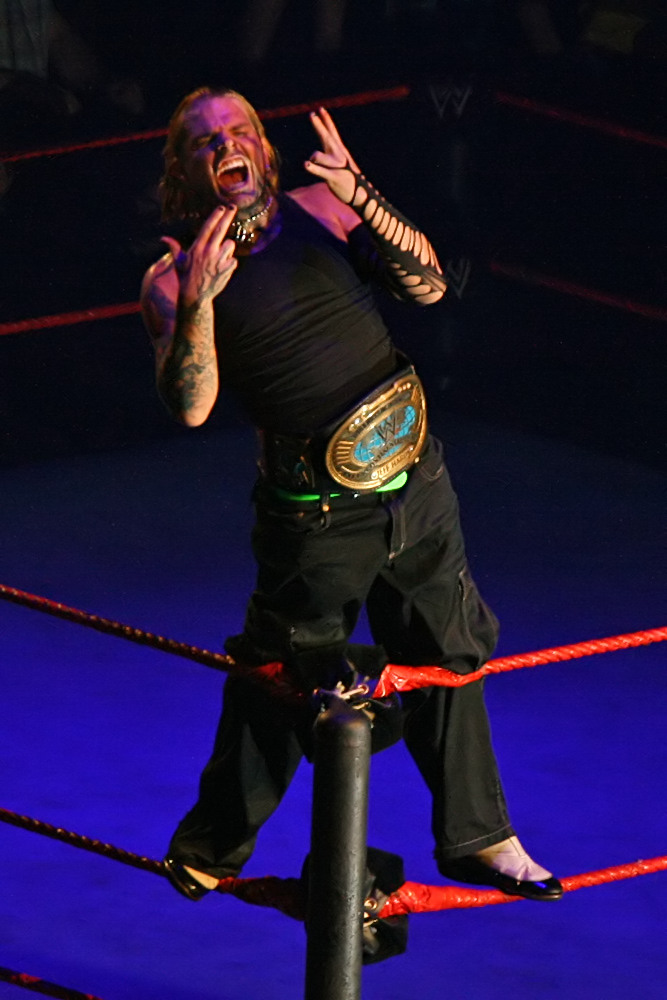
Гарді з титулом Інтерконтинентального чемпіона WWE.

Так як Гарді продовжував ворогувати з Джонні Нітро, на New year's Revolution між ними відбувся поєдинок в сталевій клітці за титул інтерконтинентального чемпіона, в якому переміг Джефф. На Королівська битва і No Way Out 2007 Джефф з Меттом двічі перемогли команду НМН. 19 лютого Гарді програв титул інтерконтинентального чемпіона Умазі. У квітні 2007 Гарді брав участь у двобої «Гроші в банку» на Реслманії 23. Під час матчу Метт кинув Еджа на сходи, тим самим дозволивши Джеффу зняти кейс і стати переможцем. Однак Гарді провів ліг дроп з драбини, з висоти 20 футів на Еджа, травмувавши як себе, так і суперника. Обидва реслери не змогли продовжити поєдинок і були винесені з рингу. Наступного дня на арені Raw брати Гарді взяли участь в королівській битві 10 команд за титул командних чемпіонів світу WWE. Брати перемогли у цьому матчі, викинувши з рингу в кінці матчу Ленса Кейда і Тревора Мердака. Ця перемога стала причиною ворожнечі між братами Гарді і Кейдом з Мердоком. Джефф і Метт вдало захистили свій титул на Backlash і Judgment Day. 4 червня на арені Raw брати програли титул Кейду і Мердоку[69]. На наступному Vengeance: Night of Champions відбувся матч-реванш, в якому вони знову були переможені.
У липні, після The Great American Bash на якому Джефф знову програв Умазі в поєдинку за титул інтерконтинентального чемпіона, Гарді несподівано пропадає з програми WWE. На своєму офіційному сайті TheHardyShow.com він пояснив це тим, що йому потрібен час на одужання після невдалого падіння в поєдинку проти Містера Кеннеді, який пройшов 23 липня. Повернення Гарді на ринг відбулося 27 серпня. Джефф здобув перемогу в поєдинку проти Містера Кеннеді в результаті дискваліфікації через втручання Умаги. Наступного тижня Гарді завоював свій четвертий титул Інтерконтинентального чемпіона, перемігши Умагу.
На Survivor Series Гарді і Triple H залишилися непереможеними в традиційному командному двобої на вибування. Після цієї перемоги вони кілька разів з'явилися разом в командних змаганнях, однак на шоу Armageddon відбувся поєдинок між ними, в якому переміг Гарді і став претендентом номер один на титул чемпіона WWE. За тиждень до Королівської битви, між Гарді і Ренді Ортоном почалася ворожнеча після того, як останній вдарив Метта по голові. На Королівській битві Джефф програв титульний поєдинок, однак був названий одним з 6 учасників поєдинку Elimination Chamber на No Way Out де його наприкінці поєдинку переміг Triple H. 3 березня на арені Raw Гарді з'явився як спеціальний гість у програмі Кріса Джеріко «Highlight Reel», яка закінчилася тим, що Джефф атакував Джеріко. Це стало причиною поєдинку за титул інтерконтинентального чемпіона на наступному випуску Raw, який Гарді програв Джеріко. Однією з причин програшу вважається те, що він другий раз порушив «Substance Abuse and Drug Testing Policy» компанії. Він також був виключений зі складу учасників поєдинку «Гроші в банку» на Реслманії XXIV. На ринг Гарді повернувся 12 травня, перемігши Умагу. Ця перемога відновила ворожнечу між реслерами, яка закінчилася поєдинком Falls Count Anywhere на One Night Stand який Гарді виграв.

#### Чемпіон WWE та Чемпіон світу у тяжкій вазі (2008—2009)

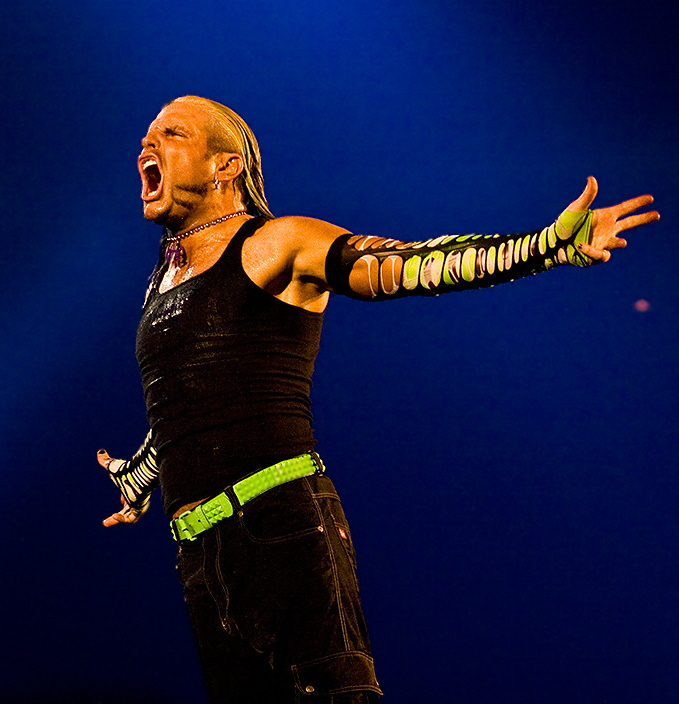
Джефф Гарді на SmackDown!

23 червня 2008 року відбувся драфт WWE, результатом якого став перехід Гарді з бренду Raw SmackDown!. 4 липня Джефф дебютував у SmackDown, перемігши Джона Моррісона. На Unforgiven він став учасником бійки за титул чемпіона WWE (англ. WWE Championship Scramble match), а також брав участь в титульних поєдинках на No Mercy і Cyber Sunday, проте жодного разу не став переможцем. Заздалегідь було оголошено, що Гарді стане учасником титульного поєдинку на Survivor Series, але згідно сюжетної лінії він був знайдений в непритомному стані в готелі, через що його місце в поєдинку зайняв Едж, який завоював чемпіонський титул. У грудні 2008 року на Armageddon Гарді переміг Еджа і Triple H в поєдинку «потрійна загроза» і вперше у своїй кар'єрі завоював титул чемпіона WWE.
У січні 2009 року Гарді брав участь в декількох сюжетних лініях, в одній з яких він потрапив у автомобільну катастрофу, а в інший інцидент з піротехнікою. На Королівській битві 2009 Джефф програв титул чемпіона WWE Еджу, після того, як Метт вміщався в поєдинок і вдарив його залізним стільцем. Це послужило початком ворожнечі між братами. На Реслманії XXV Метт переміг Джеффа в поєдинку з екстремальними правилами. На Backlash під час матчу-реваншу, Гарді переміг Метта у поєдинку «Я здаюся».
На шоу Extreme Rules Гарді переміг Еджа в поєдинку з драбинами і завоював титул чемпіона світу у важкій вазі. Відразу після матчу, СМ Панк скористався контрактом з валізи «Гроші в банку», який давав йому право на поєдинок за титул чемпіона світу в будь-який час за його бажанням, і переміг Джеффа. На шоу The Bash Гарді отримав право на матч-реванш, в якому здобув перемогу в результаті дискваліфікації суперника, однак титул залишився у Панка. На шоу Night of Champions Гарді переміг Панку і завоював титул вдруге. На шоу SummerSlam в серпні він програв титул Панку в поєдинку зі столами, сходами і стільцями. 28 серпня під час випуску SmackDown Панк переміг Гарді в матчі-реванш за титул чемпіона світу у важкій вазі в сталевій клітці. Згідно передматчевим умов, Джефф був змушений піти з WWE. Ця сюжетна лінія дозволила Гарді покинути WWE для лікування своїх травм, включаючи травму шиї. У нього також було дві грижі міжхребцевих дисків у попереку і синдром Екбома.

### Повернення в TNA

#### Повернення (2010)

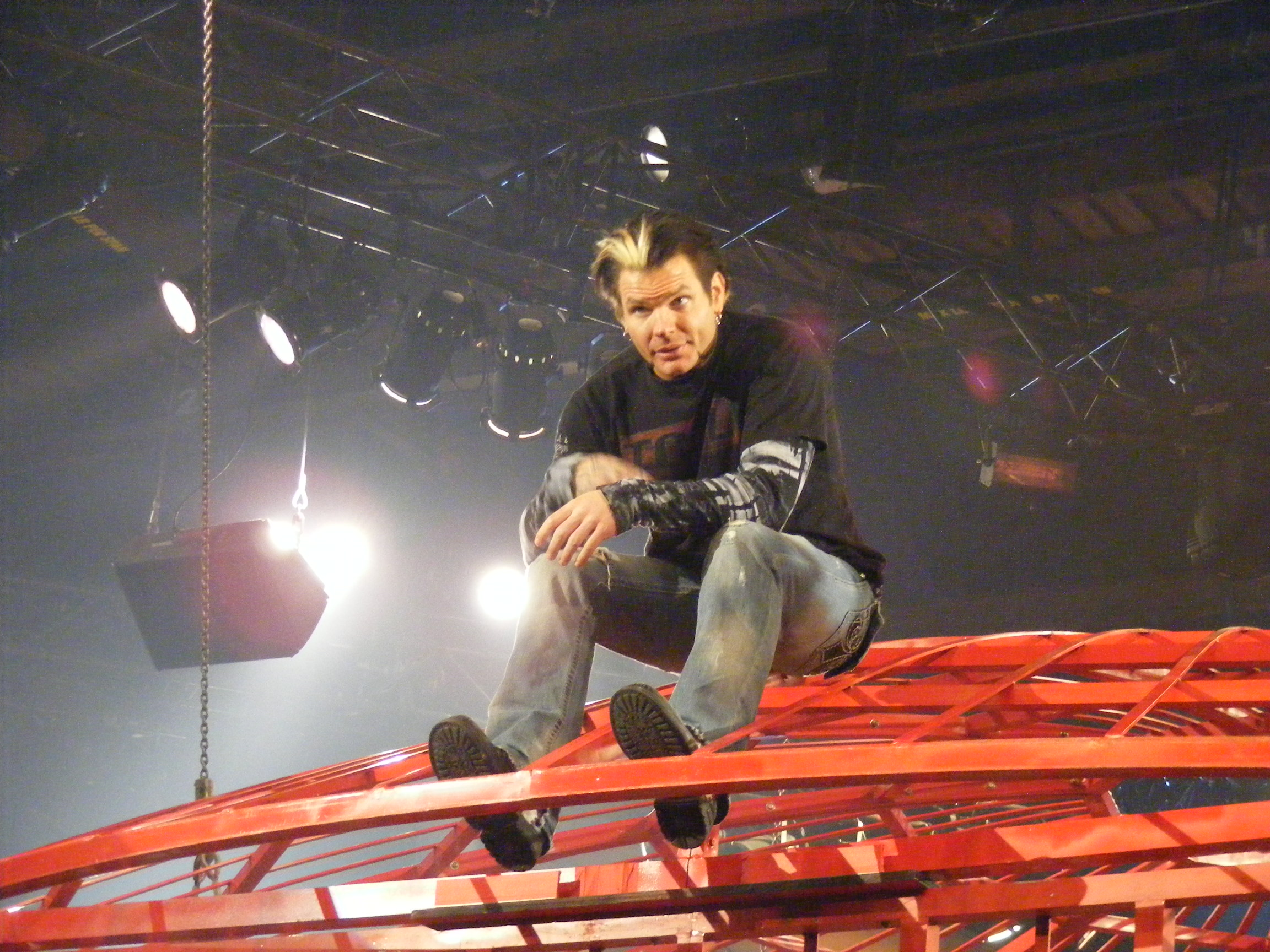
Джефф Гарді під час свого повернення в TNA.

Повернення Гарді в TNA відбулося 4 січня 2010 року під час першого випуску TNA Impact! у прямому ефірі у понеділок. Після виходу на ринг, він був атакований Гомісайдом. Наступного дня було оголошено, що Джефф підписав контракт з TNA.
5 квітня Гарді став членом команди Гоґана, яка в щорічному Lethal Lockdown матчі повинна була боротися проти команди Флеєра. 18 квітня на шоу Lockdown 2010 команда Гоґана (Гарді, Абісс, Джефф Джарретт і Роб Ван Дам) перемогла команду Флеєра (Стінг, Десмонд Вульф, Роберт Руд і Джеймс Шторм). На Slammiversary VIII Гарді і Андерсон об'єдналися в команду Enigmatic Assholes і перемогли Beer Money, Inc. (Роберт Руд і Джеймс Шторм) в командному матчі.

#### Immortal і Чемпіон світу у тяжкій вазі (2010—2011)
9 серпня титул чемпіона світу у важкій вазі TNA став вакантним і Джефф став одним з 8 реслерів, включених в турнір за цей титул. У першому раунді він переміг Роба Террі, в півфіналі на No Surrender Гарді вперше зустрівся з Куртом Енглом. Поєдинок тривав 20 хвилин, однак жоден з реслерів не став переможцем в основний час. Генеральний менеджер TNA Ерік Бішофф додав 5 додаткових хвилин. Після цих і других додаткових п'яти хвилин, переможець так і не був виявлений. В результаті порізу Енгл не зміг продовжити поєдинок і була оголошена нічия. 16 вересня було оголошено, що Гарді і Енгл будуть битися у фіналі турніру на шоу Bound for Glory, де вони зустрінуться з Містером Андерсоном у поєдинку «потрійна загроза».

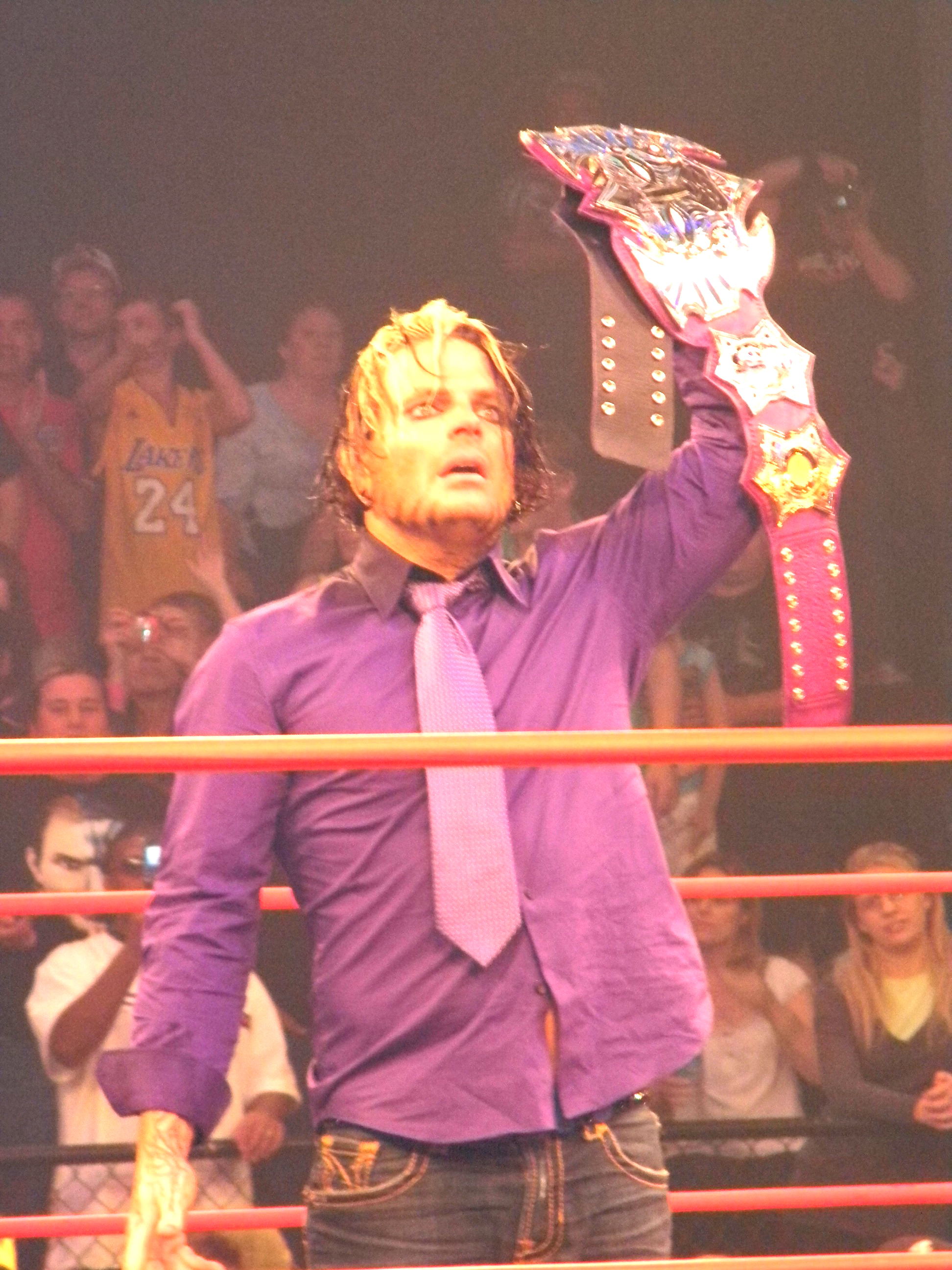
Гарді у якості TNA World Heavyweight Champion у Листопаді 2010

10 жовтня на шоу Bound for Glory 2010 Джефф переміг Містера Андерсона і Курта Енгла і, вперше у своїй кар'єрі завоював титул чемпіона світу у важкій вазі TNA. На шоу Turning Point Гарді успішно захистив титул у поєдинку проти Метта Моргана. Під час наступного випуску Impact! Гоґан представив новий дизайн пояса чемпіона світу у важкій вазі TNA, який він назвав «безсмертним чемпіоном TNA». На шоу Final Resolution 2010 Гарді успішно захистив титул у матчі проти Моргана. 4 січня 2011 року Гарді брав участь у шоу Wrestle Kingdom V in Tokyo Dome федерації New Japan Pro Wrestling (NJPW) і успішно захистив чемпіонський титул у матчі проти Татсуто Найто. 9 січня на шоу Genesis 2011 дебютував брат Джеффа Метт, який переміг Роба Ван Дама, тим самим відсторонивши його від участі в поєдинку за чемпіонський титул проти Гарді. Цим же вечором відбувся поєдинок проти Джеффа претендента номер один Андерсона. Незважаючи на втручання в поєдинок Метта, Флера і Бішоффа, Андерсон здобув перемогу у матчі і став новим чемпіоном. 13 січня брати Гарді об'єдналися в команду Hardy Boyz і перемогли в командному двобої Ван Дама і Андерсона. 3 лютого Джефф отримав право на матч-реванш, але через втручання в поєдинок Immortal поєдинок був зупинений і Андерсон зберіг титул.
13 лютого на шоу Against All Odds 2011 Гарді переміг Андерсона в поєдинку з драбинами і вдруге став чемпіоном світу у важкій вазі TNA. Гарді утримував титул два тижні, поки 24 лютого не програв титул Стінгу. 13 березня на шоу Victory Road 2011 відбувся поєдинок без дискваліфікацій між Гарді і Стінгом, але через те, що Джефф був не в змозі виступати, поєдинок тривав всього 90 секунд і перемогу здобув Стінг.

#### Ворожнеча за титул Чемпіона світу у тяжкій вазі (2011—2013)
Повернення Гарді в TNA відбулося 8 вересня 2011 року. Реслер з'явився під час запису Impact Wrestling, де виступив як фейса. 15 вересні під час шоу в Йорку, Пенсільванія Гарді вибачився перед глядачами за свою поведінку в останній час. В цей же день відбувся і його перший поєдинок після повернення. У своєму матчі Гарді переміг Джеффа Джарретта. 13 листопада на PPV Turning Point 2011 Гарді переміг Джеффа Джарретта. При чому зробив це тричі за вечір: перший за шість секунд, другий в шість хвилин, а третій за десять секунд. 11 грудня на PPV Final Resolution 2011 Гарді переміг Джарретта в матчі зі сталевою кліткою щоб стати претендентом номер один на титул TNA чемпіона світу у важкій вазі.
8 січня 2012 року, на PPV Genesis 2012 Гарді переміг чемпіона світу TNA в суперважкій вазі Боббі Руда через дискваліфікацію, як результат, титул залишився у Руда. У наступному епізоді Impact Wrestling, у матчі-реванші між Гарді і Рудому закінчився безрезультатно, після втручання Були Рея. На наступному тижні, Гарді взяв участь у матчі за претенденство № 1 проти Джеймса Шторму, який завершився безрезультатно після втручання Рея і Руда. 12 лютого на PPV Against All Odds 2012 Гарді був не в змозі захопити титул TNA чемпіона світу у важкій вазі від Руда four-way match, який також включав Були Рея і Джеймса Шторму. На наступному епізоді Impact Wrestling, Гарді втратив свою можливість в матчі за титул чемпіона світу TNA у важкій вазі, після втручання з боку повернувся Курта Енгла. 18 березня на PPV Victory Road 2012 Гарді був переможений Енглом в одиночному матчі. 15 квітня на PPV Lockdown 2012 Гарді переміг Енгла в матчі-реванші, який відбувся всередині сталевій клітці. На наступному епізоді Impact Wrestling, Гарді і містер Андерсон були розбиті Робом Ван Дамом в тристоронньому матчі за претенденство № 1 на титул чемпіона світу TNA у важкій вазі. Під час першої «Open Fight Night» на наступному тижні, Гарді спільно з Андерсоном безуспішно билися з Магнусом і Самоа Джо за претенденство TNA Командних чемпіонів світу. 13 травня на PPV Sacrifice 2012 Гарді був переможений Андерсоном в одиночному матчі. На наступному епізоді Impact Wrestling, Гарді переміг Андерсона в матчі-реванші. 31 травня на Impact Wrestling, Гарді виграв у голосуванні фанів, щоб стати претендентом № 1 за титул чемпіона телебачення TNA. Тим не менш, його титульний матч з Девон закінчився безрезультатно, після втручання Роббі Е і Роббі T. 10 червня на PPV Slammiversary X, Гарді був переможений Андерсоном у тристоронньому матчі за претенденство № 1, також в матчі брав участь Роб Ван Дам.

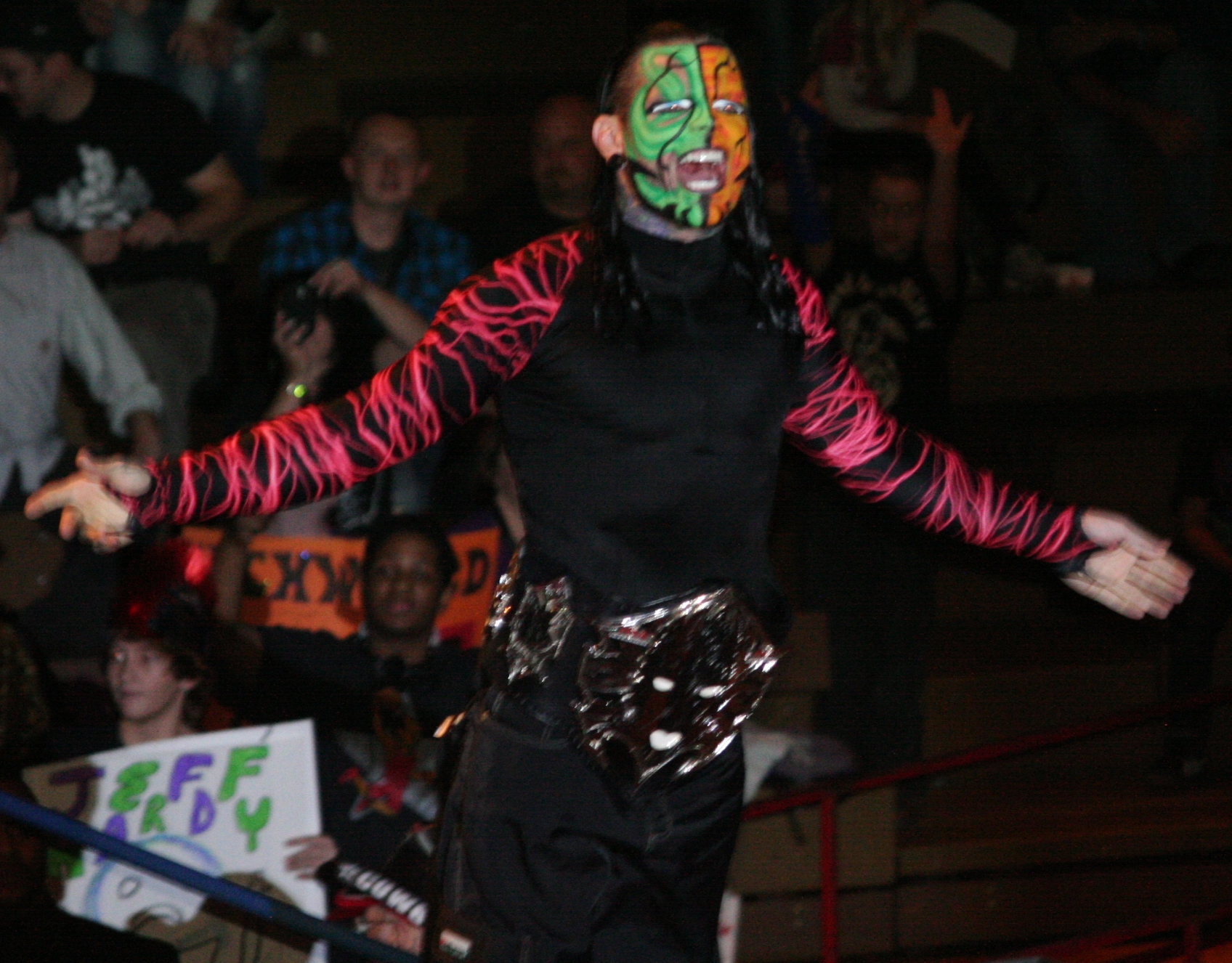
Джефф Гарді з титулом чемпіона світу у тяжкій вазі.

14 червня в епізоді Impact Wrestling, Гарді увійшов у 2012 Bound for Glory Series, які беруть участь у матчі відкриття, в якому він усунув першою людиною, Булі Рея. Гарді боровся в своєму останньому матчі групового етапу турніру 6 вересня на Impact Wrestling, перемігши Самоа Джо з допомогою утримання, таким чином, фінішувавши четвертим і потрапивши до півфіналу. Через три дні на No Surrender, Гарді переміг Джо в матчі-реванші, щоб перейти до фінальної частини турніру. До фіналу відбулися пригода, Гарді отримав травму (за сюжетом) після участі у бійці між командою TNA Roster і Aces & Eight. Незважаючи на травму, Гарді переміг Рея Були у фіналі, щоб виграти у 2012 Bound for Glory Series і стати претендентом № 1 на титул чемпіона TNA у важкій вазі. На наступному епізоді Impact Wrestling, Гарді переміг Рея в матчі-реванші, щоб підтвердити свій статус претендента № 1. 14 жовтня на PPV Bound for Glory 2012 Гарді переміг Остіна Еріса, щоб виграти титул чемпіона TNA у важкій вазі в третій раз, і, згідно з TNA, завершивши свою «Дорогу до спокути» після подій березня 2011 року. Гарді провів свою першу телевізійну захист титулу 25 жовтня на Impact Wrestling, перемігши Курта Енгла, і зберігши свій титул. Після цього на Turning Point Джефф Гарді захистив чемпіонський пояс проти Остіна Ейріса у сходовому бою. На Final Resolution 2012 Джефф Гарді успішно захистив титул у бою проти Боббі Руда. На Genesis 2013 успішно захистив титул у бою проти Остіна Ерієса і Боббі Руда. Потім на наступному шоу захистив титул, перемігши Крістофера Деніелса. Програв титул Буллі Рею на Lockdown (2013). 11 квітня на Impact Wrestling Джефф бився за титул чемпіона світу у важкій вазі проти Буллі Рея в поєдинку Full Metal Mayhem, але програв.
Повернення Джеффа Гарді відбулося 2 червня на Slammiversary XI щоб виступити в команді з Магнусом і Самоа Джо проти членів угруповання «Aces & Eights» (Містер Андерсон, Джаретт Бішофф і Уес Бріско). Сам поєдинок виграли Магнус, Джо і Гарді. Також повернення Джеффа Гарді сталося і на випуску TNA Impact Wrestling від 6 червня, він бився проти Буллі Рея в поєдинку з драбинами і над рингом висів молоток який зняв Джефф і вже спробував вдарити їм Буллі але той втік з рингу. 13 червня на випуску TNA Impact Wrestling домовився з Боббі Рудом про поєдинку в турнірі BFG Series, після чого на них напали «Aces & Eights» але Джефф і Боббі Руд відбилися, після чого Боббі Руд атакував зади Джеффа Гарді. 20 червня на випуску TNA Impact Wrestling Джефф Гарді переміг Боббі Руда. На PPV Bound for Glory (2013) Кріс Сейбин переміг Джеффа Гарді, Самоа Джо, Остіна Ерієса і Маника і став новим Чемпіоном X Дивізіону.
31 жовтня на Impact Wrestling Джефф був включений в турнір з восьми реслерів за вакантний титул чемпіона світу у важкій вазі. 7 листопада на випуску TNA Impact Wrestlimg Джефф Гарді переміг Кріса Сейбина в поєдинку Full Metal Mayhem. 5 грудня на Impact Wrestling Джефф Гарді переміг Боббі Руда і пройшов у фінал турніру за вакантний титул чемпіона світу у важкій вазі, в якому зустрінеться з Магнусом. 19 грудня на Final Resolution в Dixieland матчі Магнус переміг Джеффа Гарді після втручання Діксі Картер і став новим Чемпіоном світу у важкій вазі. На наступному випуску Impact Wrestling Стінг і Гарді програли Рокстеру Спаду, Ітану Картеру, Джессі Годдерзу і Роббі І, після поєдинку заявив Джеф що йде з компанії.

#### Willow (2014)

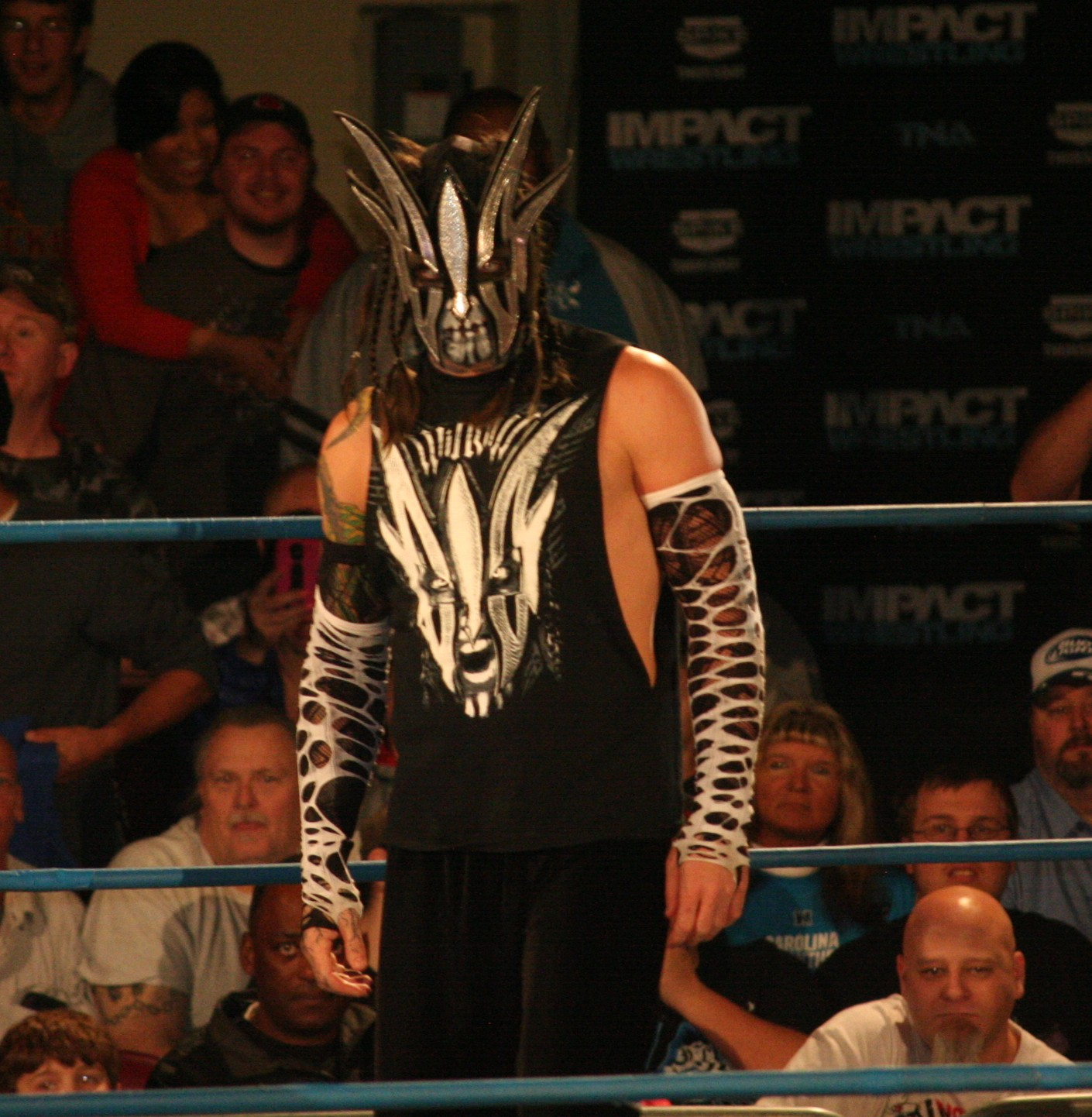
Джефф Гарді в образі — Willow.

З лютого на шоу Impact Wrestling, були показані промо, де Джефф з'явився в образі Willow. 6 березня на шоу Impact Wrestling МВП заявив що Джефф повертається в TNA і стане останнім учасником його команди на Lockdown (2014). На шоу Lockdown (2014) Джефф з'явився в образі Willow де його команда премогла команду Діксі Картер. На наступних епізодах Impact Wrestling Willow нападав на Рокстера Спада та Ітана Картера ІІІ. На Sacrifice 2014 Willow та Курт Енгл перемогли Рокстара Спада та Ітана Картера ІІІ. Після чого Willow обєднався з Аббісом у протистоянні з Магнусом та Бремом. На Slammiversary XII Магнус переміг Willow. На випуску Impact Wrestling від 19 червня Вовки(Едді Едвардс і Дейві Річардс) захищали титули від Абисса & Віллоу і Самоа Джо & Остіна Ерієса. Вовки змогли відстояти титули втримавши Willow. На наступному випуску Impact Wrestling Магнус і Брем перемогли Willow і Аббиса в командному двобої monster's Ball.

#### The Hardys (2014—2016)
10 липня генеральний менеджер Курт Енгл оголосив про battle royal за перше претенденство на чемпіонство світу у важкій вазі, Курт також попросив Джеффа виступати не в образі свого альтер его Willow. У battle royal перемогу отримав Джефф Гарді. 17 липня на випуску Impact Wrestling Боббі Лешлі відстояв своє Чемпіонство світу у важкій вазі від Гарді.
24 липня на Impact Wrestling Джефф Гарді знову об'єдналися із повернувся в компанію Меттом Гарді, вони заявили, що хочуть завоювати командні титули TNA, Вовки (Едді Едвардс і Дейві Річардс) вийшли на ринг і прийняли виклик. 31 липня на Destination X Вовки перемогли The Hardys і зберегли пояса. 20 серпня на випуску Impact Wrestling Метт і Джефф Гарді викликали на поєдинки Team 3D і Вовків. Після цього були призначені серії матчів між цими командами, перша команда, яка виграє 2 з 3 матчів стане Командними чемпіонами TNA. Перший поєдинок виграли Буллі Рей і Дівон, після чого вони призначили матч зі столами який виграли Метт і Джефф Гарді. На спеціальному випуску Impact Wrestling: No Surrender (2014) Вовки виграли поєдинок з драбинами. 8 жовтня на випуску Impact Wrestling «Вовки» змогли знову перемогти Братів Гарді і Team 3D в матчі «Full Metal Mayhem». На випуску Impact Wrestling від 22 жовтня розпочався турнір за перше претенденство на титули Командних чемпіонів світу TNA, Брати Гарді перемогли The BroMans, а на наступному тижні перемогли Ітана Картера ІІІ і Тайруса. 5 листопада у фіналі турніру Брати Гарді перемогли Лоу Ки і Самоа Джо.

### Повернення до ROH (2017)
4 березня 2017 року Гарді повернувся на Ring of Honor на Manhattan Mayhem VI, де він об’єднався зі своїм братом, і вони перемогли «Янг Бакс» на командному чемпіонаті світу ROH. Потім вони програли титули назад «Янг Бакс» у матчі зі сходами 1 квітня на Supercard of Honor XI, на що після матчу було помічено, що Джефф залишився на рингу та сказав: «Ми зникнемо та класифікуємо себе як застарілих », віддаючи шану їхнім «зламаним» героям. Після матчу також було оголошено, що контракти Метта і Джеффа Гарді закінчилися.

### Друге повернення до WWE (2017–2021)

#### Повернення The Hardy Boyz's (2017–2018)

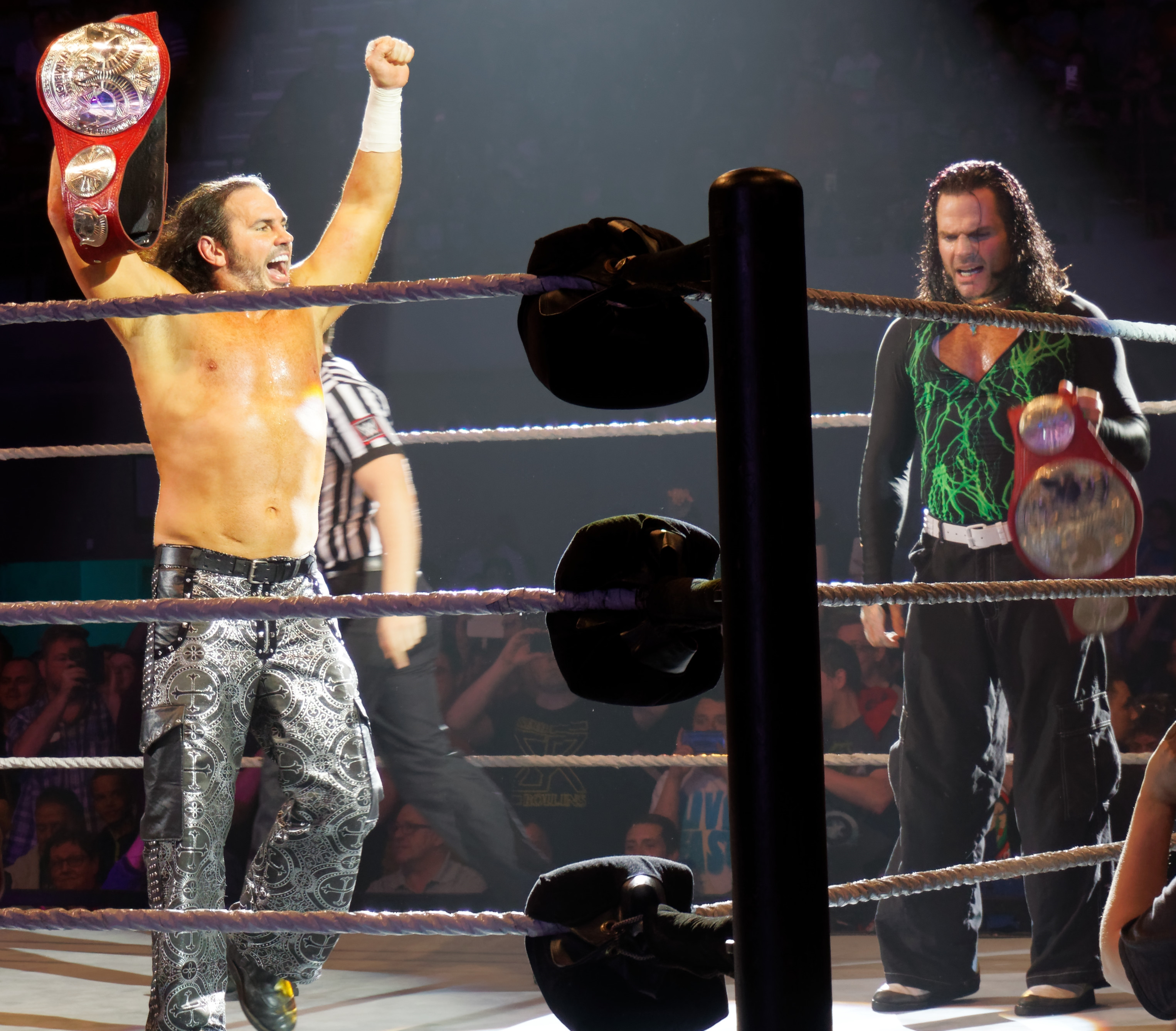
The Hardy Boyz як нові Raw Tag Team Champions у Травні 2017 року

2 квітня 2017 на WrestleMania 33 року Гарді несподівано повернувся до WWE разом зі своїм братом Меттом Гарді. Брати Гарді були додані як останні учасники матчу з драбинами за командний чемпіонський титул Raw Tag Team Championship. Після перемоги в цьому матчі над Люком Галлоузом і Карлом Андерсоном, Сезаро і Шимусом, Енцо Аморе і Біг Кессом виграють пояси командних чемпіонів. Крім того, це була їхня перша командна перемога на WrestleMania, а також перша перемога Гарді на WrestleMania. Наступного вечора на Raw The Hardy Boyz успішно захистили титулу проти Люка Галлоуза та Карла Андерсона.У Payback The Hardy Boyz зберегли свої першості проти Сезаро та Шимуса, які напали на них після матчу. Наступного вечора на Raw Сезаро та Шимус пояснили свої дії, стверджуючи, що вболівальники більше підтримували «новинки» з минулого, як-от The Hardy Boyz, які, на їхню думку, не заслуговували участі в матчі на WrestleMania 33. Згодом, на Extreme Rules, The Hardy Boyz програли титули проти Сезаро та Шимуса в матчі зі сталевою кліткою  і не змогли повернути його наступного місяця на події Great Balls of Fire.
28 серпня в епізоді Raw Гарді виграв королівську битву, останнім усунувши Джейсона Джордана, щоб стати претендентом номер один на пояс  Intercontinental Championship, але йому не вдався заволодыти поясом. У вересні Гарді отримав свою першу серйозну травму, а саме травму плеча, і було повідомлено, що ця травма залишить його на чотири-шість місяців на лавы запасних. 22 січня 2018 року Гарді спеціально з'явився в епізоді Raw, присвяченому 25-й річниці, у покерному сегменті, в якому також брали участь The APA, Тед ДіБіазі та багато інших борців. У епізоді Raw 19 березня Гарді також знявся в епізодичній ролі в сегменті, називавшимся «The Ultimate Deletion» між Меттом Гарді та Бреєм Ваяттом, що дозволило його братові Метту здобути перемогу.

### Різні чемпіонати (2018–2020)
9 квітня в епізоді Raw Гарді повернувся після травми, де він допомагав Фінну Балору та Сету Роллінзу у протистоянні з The Miz та The Miztourage (Бо Даллас і Кертіс Аксель). Пізніше тієї ночі Гарді об'єднався з Балором і Роллінзом, щоб перемогтиThe Miz та The Miztourage. Наступного тижня на Raw Гарді переміг Джиндера Махала і виграв чемпіонськи пояс Сполучених Штатів, зробивши його другою людиною, яка завершила сучасний турнір Великого Шолома, після завершення оригінального формату окремо. Наступного дня Гарді був обміняний на бренд SmackDown у рамках Superstar Shake-up і забрав титул із собою. Пізніше того ж дня Гарді переміг Шелтона Бенджаміна у своєму першому матчі на бренді SmackDown з 2009 року. Гарді зберіг свій титул проти Джиндера Махала на події Greatest Royal Rumble 27 квітня та проти Ренді Ортона на Backlash 6 травня. Через два дні в епізоді SmackDown Live 8 травня Гарді програв The Miz у відбірковому матчі до турніру Money in the Bank у 2018 році. Через два тижні в епізоді SmackDown Live 22 травня Гарді зіткнувся з Деніелом Брайаном у кваліфікаційному матчі Money in the Bank, який він програв.
На Extreme Rules Гарді програв титул Шінсуке Накамурі після передматчевого удару Накамури. Гарді володів титулом 90 днів. Після матчу Ренді Ортон напав на Гарді. Через два дні на SmackDown Live Гарді провів бій-реванш з Накамурою, перемігши за дискваліфікацією після нападу Ортона на Джефа. Гарді отримав ще один реванш на SummerSlam, але знову зазнав поразки від Накамури. 21 серпня в епізоді SmackDown Live Гарді та Ортон зіткнулися в матчі, причому Гарді продовжував атакувати Ортона після матчу. Наступного тижня Гарді викликав Ортона на матч Hell in a Cell на однойменному турнірі, який Ортон прийняв. На змаганнях 16 вересня Гарді програв Ортону.
Після майже місяця перерви Гарді повернувся в епізоді SmackDown Live 9 жовтня, перемігши Самоа Джо, щоб отримати право на турнір WWE World Cup у Crown Jewel. На цьому заході Гарді програв The Miz у першому раунді турніру. У епізоді SmackDown Live 6 листопада Гарді програв Самоа Джо, намагаючись приєднатися до команди SmackDown на Survivor Series. Однак наступного тижня Гарді переміг Андраде «Cien» Алмаса, щоб отримати місце в Team SmackDown, після того, як члена команди Деніела Брайана було видалено з матчу. На Survivor Series команда SmackDown програла команді Raw. Під час Royal Rumble 27 січня 2019 року Гарді брав участь у матчі Royal Rumble, але не виграв його. У Elimination Chamber Гарді не зміг здобути титул чемпіона WWE у матчі Elimination Chamber після того, як його вибив Деніел Браян.
26 лютого в епізоді SmackDown Live Брати Гарді об'єдналися, щоб перемогти The Bar  (Сезаро та Шимуса). 7 квітня На WrestleMania 35 Гарді брав участь у Меморіальній королівській битві присвяченій Андре Гіганту, але був єлімінований остаточним переможцем, Брауном Строуменом. Через два дні на SmackDown Live The Hardy Boyz перемогли Usos (Джей Усо та Джиммі Усо) і виграли пояса командних чемпіонів SmackDown, їхній дев'ятий пояс командних чемпіонів у WWE. Володіння поясами тривало лише 21 день, оскільки їм довелося звільнити титул через травму Гарді в коліні, це пояснюється в сюжеті травмою Ларса Саллівана. WWE оголосила, що Гарді буде поза грою на шість-дев'ять місяців.
13 березня 2020 року в епізоді SmackDown Гарді повернувся після травми, перемігши Кінга Корбіна. Він почав ворожнечу з Шимусом через коментарі, які останній зробив, перемігши його в першому раунді турніру Intercontinental Championship 22 травня в епізоді SmackDown. Наступного тижня на SmackDown Гарді був «заарештований» (kayfabe) після того, як він врізався своєю машиною в Еліаса, однак пізніше в епізоді Гарді відволік Шимуса, коштуючи йому матчу проти Деніела Браяна, і напав на Шимуса після матчу. Ворожнеча призвела до матчу на Backlash, який Гарді програв. 24 липня в епізоді SmackDown Гарді переміг Шимуса в бійці в барі, поклавши кінець їхній ворожнечі. 14 серпня в епізоді SmackDown Гарді кинув виклик міжконтинентальному чемпіону Ей Джею Стайлзу на титул. Наступного тижня на SmackDown він переміг Стайлза і в п'ятий раз виграв Інтерконтинентальний пояс. 28 серпня в епізоді SmackDown Гарді зберіг титул проти Шінсуке Накамури. На Clash of Champions Гарді програв титул Самі Зейну в матчі зі сходами, в якому брав участь Ей Джей Стайлз. У епізоді SmackDown 2 жовтня він отримав реванш за титул, але цьому не вдалося перемогти.

### Останні чвари у WWE (2020–2021)
У рамках драфту 2020 року у жовтні Гарді був задрафтований до бренду Raw. 12 жовтня в епізоді Raw Гарді зіткнувся з Сетом Роллінзом і Ей Джей Стайлзом у тристоронньому матчі, але Еліас, що повернувся, атакує Гарді, тим самим поклавши початок ворожнечі між ними. У "Hell in a Cell" Гарді програв Еліасу через дискваліфікацію після того, як той вдарив його гітарою. Потім Гарді переміг Еліаса в матчі "Guitar on Pole" в епізоді Raw 2 листопада та в матчі Symphony of Destruction в епізоді Raw 30 листопада. 26 січня 2021 року на Royal Rumble Гарді брав участь у матчі Royal Rumble під номером 5, але був усунений Дольфом Зігглером. В епізоді Raw 1 лютого Гарді об’єднався з Карліто, який повернувся, щоб перемогти Еліаса та Джексона Райкера, щоб покласти край своїй ворожнечі з Еліасом. У Elimination Chamber Гарді  безуспішно боровся за титул чемпіона WWE у матчі Elimination Chamber після того, як його єлімінува Дрю Макінтайр. 7 червня в епізоді Raw Гарді переміг Седріка Александра в матчі, де, якби Гарді програв, він би пішов у відставку. Він переміг Олександра ще раз у наступному епізоді Raw.
19 липня в епізоді Raw Гарді , який на прохання багатьох повернув свою вступну пісню Endeverafter "No More Words" вперше після його відходу в 2009 році (усі його виступи після повернення на WrestleMania 33 до цього були до «Loaded», що одночасно є вихідною темою його команди з братом Меттом), переміг чемпіона NXT Карріона Кросса, ставши першою людиною в WWE, яка перемогла Кросса кегельним падінням. У епізоді Raw від 6 вересня Гарді був помічений у погоні за титулом 24/7, що було піддано різкій критиці фанатами. На наступному Raw Гарді кинув виклик Деміану Прісту за титул чемпіона Сполучених Штатів WWE, але програв. 20 вересня в епізоді Raw Гарді переміг Шеймуса, щоб бути доданим до матчу за титул Сполучених Штатів на Extreme Rules. На цьому заході Гарді не вдасться виграти титул. Потім він вступив у коротку ворожнечу з Остіном Теорі, програвши Теорі в епізодах Raw 11 і 18 жовтня.
У рамках драфту 2021 року в жовтні Гарді був задрафтований до бренду SmackDown. Він переміг Самі Зейна в епізоді SmackDown 12 листопада, щоб потрапити до Team SmackDown на Survivor Series. Наступного тижня він переміг Madcap Moss. На Survivor Series Гарді взяв участь у матчі на вибування 5 на 5 у Team SmackDown, але врешті був усунений Сетом Роллінзом. Потім він почав допомагати Дрю Макінтайру в його ворожнечі з Хеппі Корбіном і Шаленним Моссом, причому Гарді і Макінтайр перемагали дует у командній дії в епізоді SmackDown 26 листопада, Гарді пізніше з'явився у своєму останньому телевізійному виступі WWE наступного тижня, допомагаючи Макінтайру відбиватися від них під час сегменту Happy Talk.
Під час домашнього шоу 4 грудня Гарді пішов під час командного матчу. Наступного дня його відправили додому під час концертного туру WWE. Це виявилося його останнім виступом у WWE, оскільки через п'ять днів Гарді був звільнений від контракту. Подальші звіти показали, що Гарді спочатку збирався розмістити в сюжетній лінії NXT 2.0 з MSK як «шаманом», але це місце натомість було віддано Редлу.

### All Elite Wrestling (2022 – наші дні)
В інтерв’ю з Джаредом Майерсом у лютому 2022 року Гарді підтвердив, що він планує підписати контракт з All Elite Wrestling (AEW), де його брат Метт працює з 2020 року, і чекатиме, поки не закінчиться його 90-денне положення про заборону змагань у WWE. так Майерс підтвердив, що Гарді сказав це в інтерв'ю Post Wrestling. 9 березня в епізоді Dynamite Гарді дебютував у AEW, врятувавши свого брата Метта від нападу команди AHFO (Андраде Ель Ідоло, Приватна вечірка та М'ясник і лезо). У епізоді Dynamite 4 травня Гарді провів свій перший одиночний матч, перемігши Боббі Фіша та пройшовши кваліфікацію на турнір Фонду Оуена Харта. 11 травня в епізоді Dynamite Гарді пройшов до півфіналу турніру після перемоги над Дарбі Алліном. 18 травня в епізоді Dynamite Гарді вилетів із турніру після поразки від Адама Коула. Після перемоги в командному матчі на турнірі Double or Nothing, у якому він об’єднався зі своїм братом у боротьбі проти The Young Bucks, було виявлено, що Джефф отримав «жахливу» травму, схожу на струс мозку, яка залишила його «майже нокаутованим». 14 червня AEW оголосила, що Гарді було відсторонено на невизначений термін без збереження заробітної плати після того, як напередодні його заарештували за водіння в нетверезому стані. Гарді мав з’явитися на Triplemanía XXX 18 червня, де він і Мет мали зустрітися з Драконом Лі та Дралістіко в головній події. Після його арешту компанія Lucha Libre AAA Worldwide оголосила, що він не братиме участі в заході і замість цього його замінить таємний борець. На заході Метт об'єднався з Джонні Гарді.

## Особисте життя
Джефф познайомився зі своєю дружиною Бет Брітт в 1999 році в одному з клубів Північної Кароліни.У серпні 2010 року Гарді оголосив, що Брітт вагітна і вони чекають дитину. 19 жовтня 2010 року у пари народилася дочка. 9 березня 2011 року Джефф та Бетт одружилися.
Джефф з дитинства захоплюється скульптурою і робить «allumininumis» — скульптури з пластикових пляшок, клейкої стрічки та фольги. Він зробив декілька 30 футових статуй, одну з яких встановив біля своєї звукозаписної студії. У 2003 році Гарді разом з учасниками групи Burnside 6 і Шеноном Муром заснували групу Peroxwhy?gen в якій Джефф автор текстів і вокаліст. Згодом Мур покинув групу. Група грає в жанрі альтернативний рок і гранж-метал.
Після тимчасового відходу з WWE в 2003 році, Гарді рік присвятив будівництву мототреку поруч зі своїм будинком. Площа мототреку склала близько двох акрів.
У Гарді є кілька тату, включаючи зображення дракона і китайських символів «Світ» і «Здоров'я». Він підтримує дружні стосунки з Шенноном Муром, з яким він знайомий з 1987 року, а також з Марті Гарнером і Джейсоном Арндтом.
17 вересня 2008 року в Міжнародному аеропорту Нешвіла відбувся інцидент за участю Джеффа. Один із службовців аеропорту викликав поліцію через підозри, що Гарді знаходиться в стані сп'яніння. Він не був заарештований і пізніше йому було дозволено полетіти іншим рейсом. 11 вересня 2009 року Джефф Гарді був заарештований у власному будинку за зберігання, продаж та перевезення заборонених препаратів. В його будинку було виявлено 262 таблетки вікодину, 180 таблеток соми, 555 мілілітрів анаболічних стероїдів, порошок, що містить кокаїн та інші заборонені препарати. Пізніше Гарді був відпущений під заставу в 125000 доларів. Судовий розгляд тривав більше року і Гарді було пред'явлено декілька обвинувачень пов'язаних із зберіганням, розповсюдженням та перевезенням наркотичних речовин. 11 вересня 2011 року Гарді був визнаний винним і засуджений до 10 днів ув'язнення в тюрмі, 30 місяців умовного ув'язнення і штрафу в розмірі 100 тисяч доларів.

#### Арешт у 2022 році
13 червня 2022 року Гарді був заарештований співробітниками дорожньо-транспортної служби Флориди в окрузі Волусія, штат Флорида, за звинуваченням у водінні з призупиненими правами, порушуючи обмеження, накладені на його права, які вимагали від нього мати пристрій блокування запалювання — портативний алкотестер, який запобігає користувачам запускати свій автомобіль після вживання алкоголю — у своїй машині, а також злочин, скоєний під впливом алкоголю. За словами офіцерів дорожньої патрульної служби Флориди, приблизно о 12:30 вони помітили білий автомобіль, який «звертав» і «збігав з дороги». Вони заявили, що як тільки вони змусили Гарді зупинитися, і вони підійшли, він виглядав розгубленим, войовничим і від нього пахло алкоголем. У звіті про арешт зазначено, що Гарді не зміг пройти жодної частини польових перевірок на тверезість, які йому доручили провести офіцери, і що рівень алкоголю в його крові склав 0,291, що значно перевищує допустимий у Флориді 0,08. У прес-релізі, розісланому 14 червня, президент AEW Тоні Хан оголосив, що Гарді відсторонено від роботи на невизначений термін без збереження заробітної плати, і що його запросять назад до AEW лише за умови, що він завершить реабілітаційне лікування від алкоголю та «збереже свою тверезість».
Слухання Джеффа Гарді неодноразово відкладалися. Наразі стало відомо, що справу офіційно закрито.
Відповідно до звіту Figure Four Online, у четвер, 23 лютого, Гарді подав письмове клопотання " Nolo contendere " за всіма звинуваченнями. 21 лютого, було подано клопотання про приховування результатів тесту на дихання. Відповідно до клопотання, результати дихального тесту були визнані ненадійними, оскільки вони не відповідали Департаменту правоохоронних органів Флориди. Незважаючи на прохання про те, що всі звинувачення не беруть участі в конкурсі, Гарді все одно був звинувачений за водіння з призупиненим посвідченням. Справу було закрито, а водійські права Гарді призупинили ще на десять років, а також оштрафували на загальну суму 4586 доларів. Йому також потрібно буде пройти реабілітаційну програму.

## У реслінгу

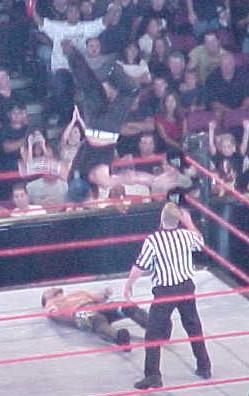
Гарді віконує бомбу лебедя на Кріса Джеріко

### Завершальні прийоми
- Поворот Долі/Зворотний Зигзаг Долі (англ.)
- Лінія Хребта (англ.)
- Бомба Лебедя (англ. Swanton Бомба / Swanton)
- Зигзаг Долі (англ.)рос. (англ. Іронія Долі / Twist of Hate)

### Коронні прийоми
- Бейсбол слайд (англ.)
- Летить клофслайн
- Подвійний легдроп в пах або живіт (англ.) (з Меттом Гарді)
- Hardyac Арешту (англ.)
- Мул удар (англ.)
- Планча (англ. Планча")
- Sitout Перевернутий Suplex Шолома "
- Sitout jawbreaker
- Шепіт вітру

### Менеджери
- Гангрел
- Майкл Гейс
- Літа
- Тріш Стратус
- Террі Раннелс

### Прізвища
- «The Charismatic Enigma»(TNA / WWE)
- «The Extreme Enigma» (WWE)
- «The Legend Thriller» (WWE)
- «The Rainbow-Haired Warrior» (WWE)
- «Creature of the Night» (TNA)

### Музичні теми
- «Loaded» від Zack Tempest (WWF/E; 1999—2003, 2006—2008)
- «Tourniquet» від Marilyn Manson (ROH; 2003)
- «Modest» від Peroxwhy?gen (TNA; 2004—2006, 2010)
- «No More Words» від Endeverafter (WWE; 2008—2009)
- «Another Me» від Peroxwhy?gen (TNA; 2010—2011)
- «Immortal Theme» від Дейла Олівера (TNA; 2010—2011)
- «Resurrected» від Peroxwhy?gen (TNA; 2011—2012)
- «Similar Creatures» від Peroxwhy?gen (TNA; 2012—2013)
- «Time & Fate» від Peroxwhy?gen (TNA; 2013, 2014—сьогодні)
- «Willow's Way» від Peroxwhy?gen (TNA; 2014)
- «Reptillian» від Peroxwhy?gen (TNA; 2014—сьогодні)

## Титули і нагороди
- Universal Wrestling Association

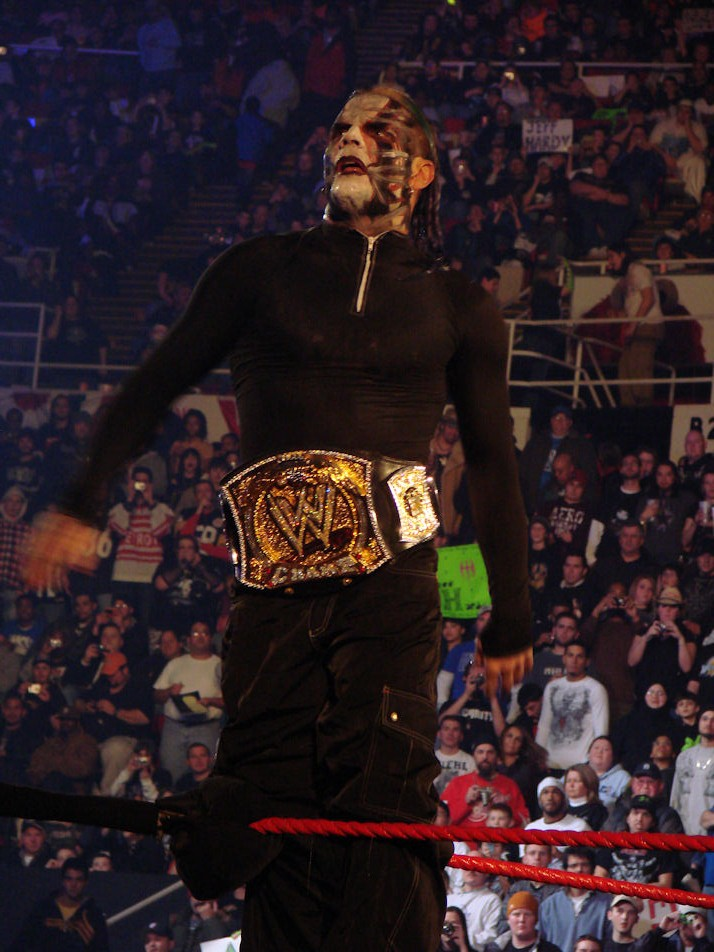
Джефф Гардіз титулом Чемпіона WWE.

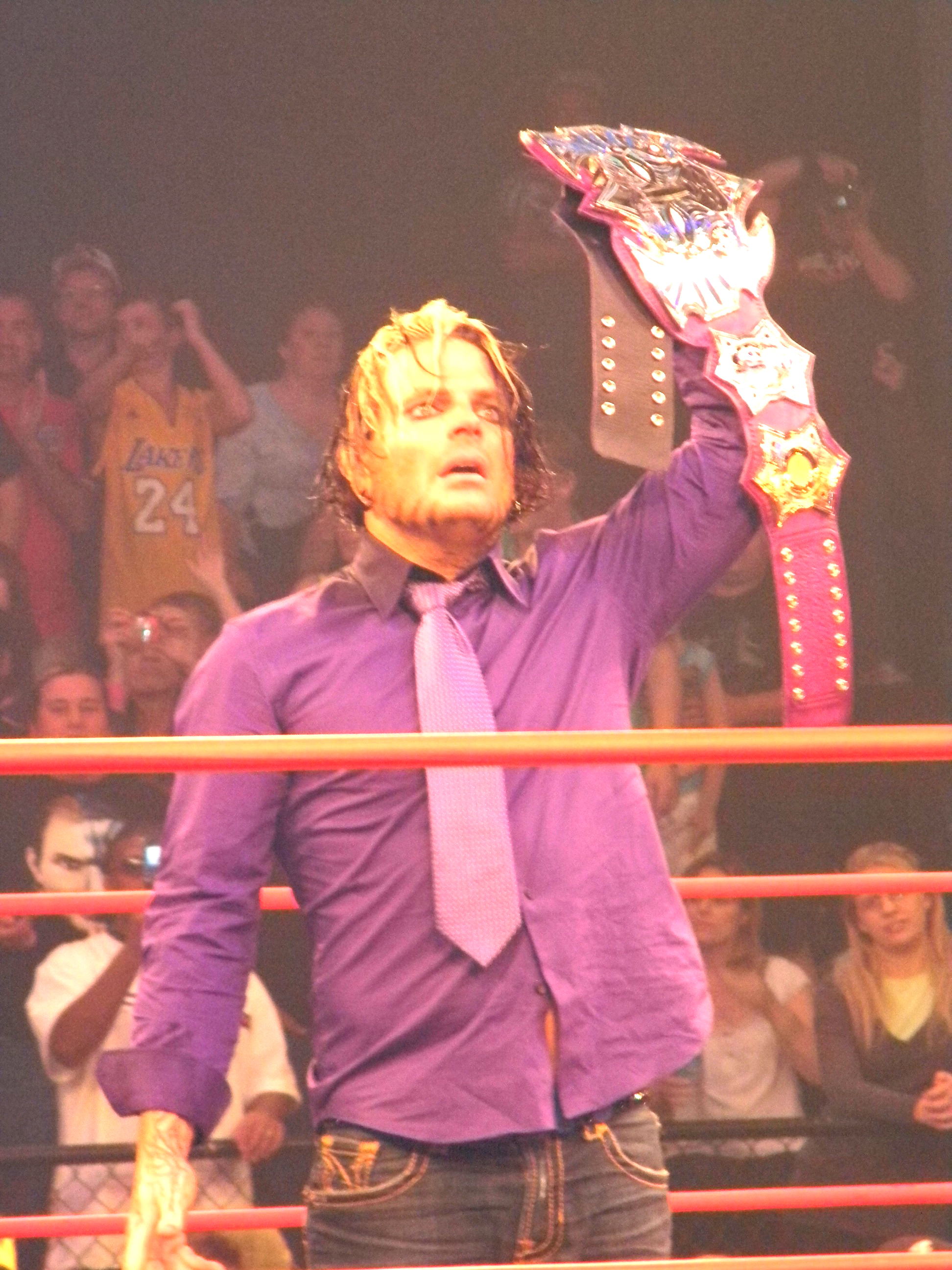
ДжефФ Гарді з титулом чемпіона світу у тяжкій вазі TNA.

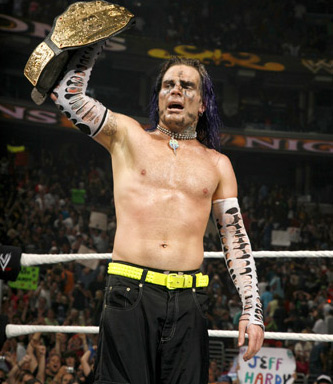
ДжефФ Гарді з титулом чемпіона світу у тяжкій вазі.

  - Переможець UWA World Middleweight Championship
- National Championship Wrestling
  - NCW Light Heavyweight Championship (2 разовий)
- NWA 2000
  - Переможець NWA 2000 Tag Team Championship (з Метом Гарді)
- Pro Wrestling Illustrated
  - Команда року (2000) з Меттом Гарді
  - Матч року (2000) з Меттом Гарді проти Еджа і Крістіана проти Братів Дадлі (на Реслманії 2000, 2 квітня 2000)
  - Матч року (2001) з Меттом Гарді проти Еджа і Крістіана проти Братів Дадлі (на Реслманії Х7, 1 квітня 2001)
  - Повернення року (2007,2012)
  - PWI ставить його під № 239 в списку 500 найкращих реслерів 1998
  - PWI ставить його під № 76 в списку 500 найкращих реслерів 1999
  - PWI ставить його під № 30 в списку 500 найкращих реслерів 2000
  - PWI ставить його під № 17 в списку 500 найкращих реслерів 2001
  - PWI ставить його під № 32 в списку 500 найкращих реслерів 2002
  - PWI ставить його під № 64 в списку 500 найкращих реслерів 2003
  - PWI ставить його під № 58 в списку 500 найкращих реслерів 2005
  - PWI ставить його під № 29 в списку 500 найкращих реслерів 2007
  - PWI ставить його під № 18 в списку 500 найкращих реслерів 2008
  - PWI ставить його під № 13 в списку 500 найкращих реслерів 2009
  - PWI ставить його під № 20 в списку 500 найкращих реслерів 2010
  - PWI ставить його під № 16 в списку 500 найкращих реслерів 2011
  - PWI ставить його під № 21 в списку 500 найкращих реслерів 2012
  - PWI ставить його під № 7 в списку 500 найкращих реслерів 2013
  - PWI ставить його під № 29 в списку 500 найкращих реслерів 2014
- World Wrestling Federation/Entertainment
  - Чемпіон WWE (1 раз)
  - Гардкорний чемпіон WWE (3 разовий)
  - Чемпіон світу у важкій вазі (2 разовий)
  - Інтерконтинентальний Чемпіон WWF/WWE (4 разовий)
  - Командний чемпіон SmackDown (з Меттом Гарді) (1 раз)
  - Командний чемпіон RAW (з Меттом Гарді) (1 раз)
  - Командний Чемпіон Світу/WWF (з Меттом Гарді) (6 разовий)
  - Європейський чемпіон WWE (1 раз)
  - Нагорода Slammy Award за «Екстремальний момент 2008» (Свонтен бомб на Raw set, 14 січня)
  - Нагорода Slammy Award за «Екстремальный момент 2009» (Стрибок зі сходів на SummerSlam)
  - 9-й чемпіон Великого Шолому
  - 18-й чемпіон Потрійної Корони
- Total Nonstop Action Wrestling
  - Чемпіон світу у важкій вазі TNA (3 разовий)
  - Переможець Bound for Glory Series (2012)
  - Реслер року (2012)
  - Переможець командного турніру за перше претенденство на титули Командних чемпіонів TNA (2014) (з Метом Гарді)